# (4882) Divari
(4882) Divari – planetoida z grupy pasa głównego asteroid okrążająca Słońce w ciągu 3,92 lat w średniej odległości 2,49 j.a. Odkrył ją Nikołaj Czernych 21 sierpnia 1977 roku w Krymskim Obserwatorium Astrofizycznym w Naucznym. Nikołaj Borysowicz Diwari (1921–1993) był profesorem na politechnice w Odessie, ekspertem od badań nad naturą światła zodiakalnego i pyłu międzyplanetarnego.